# Winnie Liljeborg
Winnie Liljeborg (født 1956, tidligere Winnie Dahl og Winnie Enevoldsen) er en dansk erhvervskvinde, milliardær, investor og filantrop. Hun er en af grundlægger af smykkevirksomheden Pandora, og hun er én af de rigeste kvinder i Danmark med en formue op 4,0 mia. kroner i 2020.

## Karriere
Winnie Liljeborg grundlagde Pandora i samarbejde med sin kæreste og senere mand Per Enevoldsen i 1979. Den privat kapitalfond Axcel købte 60% af firmaet i 2006.

## Filantropi
I 2014 købte hun ejendommen Haraldsborg i Roskilde og har efterfølgende fået ombygget den til julemærkehjem. Hun har også støttet Mødrehjælpen.
I 2017 åbnede L.A. Rings Atelier i Roskilde efter Liljeborg havde købt L.A. Rings tidligere atelier på Brøndgade, så det kunne renoveres og åbne som besøgscenter for kunstneren.
I 2021 støttede Liljeborg-fonden Danmarks første børne- unge-krisecenter Joannahuset.

## Privatliv
Winnie Liljeborg og Per Enevoldsen har en søn, Christian. De blev gift efter deres sølvbryllup i 2008. Liljeborg på på Strandvejen i Roskilde.
I september 2017 estimerede Berlingske Business hendes formue til at være 4,9 mia. kr. I 2020 blev det estimeret at formuen var skrumpet til omkring 4 mia. kr, primært som følge af en række donationer. I 2022 blev hun rangeret som den 21. Rigeste personer i Danmark.